# Athis-Mons
Athis-Mons là một xã trong vùng đô thị Paris, thuộc tỉnh Essonne, vùng hành chính Île-de-France của nước Pháp, có dân số là 29.427 người (thời điểm 1999).